# Rudolf van den Berg
Rudolf van den Berg (Rotterdam, 6 januari 1949 – Parijs, 12 juli 2025) was een Nederlands filmregisseur.

## Loopbaan
Van den Berg volgde het Vossius Gymnasium te Amsterdam en studeerde in 1975 af als politicoloog aan de Universiteit van Amsterdam. Hij maakte een aantal documentaires voor de televisie. Sinds 1984 regisseerde hij vooral speelfilms. Daarvan zijn er vier bekroond met een Gouden Kalf, waaronder zijn debuut Bastille.
Hij verfilmde twee boeken van Leon de Winter: Bastille en Zoeken naar Eileen. Hij verfilmde ook, met nauw verholen ironie, het boek De avonden van Gerard van het Reve. Met zijn film Tirza verfilmde hij de roman van Arnon Grunberg. Op het Nederlands Film Festival 2010 kreeg Van den Berg hiervoor een Gouden Kalf voor beste regie. Tirza is tevens gekozen als de Nederlandse inzending voor de Oscars van 2010.
Op 15 januari 2012 ging de film Süskind in première. Deze film vertelt het waargebeurde verhaal van Walter Süskind.

## Privé
Rudolf van den Berg is een zoon van joodse ouders, die in de Tweede Wereldoorlog ondergedoken waren.
Hij overleed in 2025 plotseling op 76-jarige leeftijd. Hij had op dat moment net de opnames voor de film Spinoza afgerond.

## Filmografie
- 1976: Algerian Times (documentaire; regie)
- 1979: De plaats van de vreemdeling (documentaire; regie)
- 1982: Een zwoele zomeravond (geluid)
- 1982: Sal Santen Rebel (documentaire; regie, productie & scenario)
- 1984: Bastille (regie & scenario)
- 1985: Stranger at Home (documentaire; regie & scenario)
- 1987: Zoeken naar Eileen (regie & scenario)
- 1989: De avonden (regie)
- 1992: De Johnsons (regie)
- 1994: In The Cold Light Of Day (regie)
- 1997: For My Baby (regie & scenario)
- 1998: Oud Geld (tv; regie)
- 1998: De Keerzijde (tv; regie)
- 2001: Snapshots (regie & scenario)
- 2007: Staal & Lavendel (documentaire; regie & scenario)
- 2008: Schatz (documentaire; regie & scenario)
- 2010: Tirza (regie & scenario)
- 2012: Süskind (regie)
- 2016: Een echte Vermeer (regie & scenario)